# 迈泽海克
迈泽海克，是匈牙利亚斯-瑙吉孔-索尔诺克州所辖的一个村，总面积89.82平方公里，总人口329，人口密度3.7人/平方公里（2010年1月1日）。